# シクラメンのかほり
「シクラメンのかほり」（シクラメンのかおり）は、1975年4月10日（木曜日）に発売された布施明のシングルである。

## 制作
表題曲は、シンガーソングライターの小椋佳が第一勧業銀行赤坂支店に勤めていた際、取引先の会社で休憩していた時に見た、自身には馴染みのない花であったシクラメンをヒントに思い浮かんだものである。
布施の担当マネジャーだった小坂洋二が、小椋佳の『淋しい時』というアップテンポの曲を持って来た際に「もう一曲、カップリングが欲しいから」と布施が依頼した所、小椋から出てきた楽曲が「シクラメンのかほり」だった。布施は今さらこんな古めかしいフォークソングっぽい曲が売れるわけないと感じたが、渡辺プロダクションの渡辺晋や井澤健らが「『シクラメン』の方がいい」と判断したためリリースとなった。
歌詞の「…ほど…ものはない」は、エルヴィス・プレスリーの「マリー・イン・ザ・モーニング」の歌詞から引用し、それに北原白秋の全集から小椋が気にいった言葉を抜き出して当てはめたものである。詩が「借り物」を中心に構成されたことを示すために、3番の歌詞に「薄紫のシクラメン」を挿入し、曲名を「シクラメンのかほり」とした。
小椋はこうして出来上がった曲を気に入らず、また歌詞の内容が月並みな展開だったので、自身ではレコーディングせずにお蔵入りにしていた。そのために、当時はこの曲がヒットしたことが信じられなかったと後に告白している。
今作がヒットしたことを、第一勧業銀行からメリルリンチ証券に派遣されていた小椋は米国で知らせを聞き驚くが、自身もエリート銀行マンと二足のわらじを履く異色の経歴から注目の的となり、翌1976年に帰国すると、初のテレビ出演（『NHKコンサート 小椋佳の世界』）を果たすことになる。

## 記録
布施が『第4回東京音楽祭』に本曲で出場したことがきっかけとなり大ヒットし、1975年の『第17回日本レコード大賞』と『第6回日本歌謡大賞』など、年末の音楽番組・音楽賞の大型タイトルを総なめにした。
また、オリコンチャート上においては、布施にとって唯一のミリオンセラー（売上数・105.2万枚）を達成する。キングレコード調べでは発売から1年間で128万枚の売り上げを記録した。
『第56回NHK紅白歌合戦』の出場者選考アンケートとしてNHKが実施した『スキウタ〜紅白みんなでアンケート〜』において、白組80位にランクインしている。

## 「かほり」の仮名遣い
契沖以降の「歴史的仮名遣」では「かをり」が正しいとされ、それ以前にスタンダードだった定家仮名遣では「かほり」が正しいとされていた。また、1910年（明治43年）発行の『増補訂正 漢和大辞林』（郁文社）では、「香」に「かほり」という訓読みまたは語釈が付されていた。
作者の小椋は読売新聞からの質問に対し、「アレは、いわばフィーリング仮名遣いだから『正しくない』と言われてもピンとこない」「詩の内容には『かほり』がぴったりすると思った」という趣旨を答えた。
この曲は、作者の小椋が自分の妻の「佳穂里」（かほり）に宛てた愛の賛歌であり、美しいシクラメンを妻に見立て、その名を付けたと推測する説がある。しかし一方で、小椋は「全く関係ない」「それ（妻の名前が込められていること）を聞くと家内は怒りますよ。俗説です」としている。

## 紅白歌合戦での披露
年末恒例の『NHK紅白歌合戦』では、1975年・第26回にトリ前で初披露された。その後も1990年・第41回、2000年・第51回と、過去合計3回歌唱された。

## 収録曲
| 全作詞・作曲: 小椋佳、全編曲: 萩田光雄。 |                        |        |            |      |
| #                                        | タイトル               | 作詞   | 作曲・編曲 | 時間 |
| 1.                                       | 「シクラメンのかほり」 | 小椋佳 | 小椋佳     | 4:32 |
| 2.                                       | 「淋しい時」           | 小椋佳 | 小椋佳     | 3:52 |
| 合計時間:                                | 合計時間:              | 8:24   |            |      |

## 価格
- 発売当時の値段は500円

## カバー
- 渥美二郎（2021年、アルバム『新・演歌師2 ～渥美二郎弾き語りラテンメロディー コンガと共に～』収録）
- 伊東ゆかり（オムニバスアルバム『昭和おとなカヴァー』収録）
- 柏原芳恵（2007年、カバーアルバム『encore』収録）
- 角川博（2018年、アルバム『男と女の物語 ～昭和ムード歌謡ベスト～』収録）
- 清春（シングル「星座の夜/シクラメンのかほり」収録）
- 香西かおり（カバーアルバム『綴織百景VOL.2 花』収録）
- 島津亜矢（2012年、アルバム『BS日本のうたVII』収録）
- September（2008年、アルバム『FLOWERs』収録）
- 中田裕二（2014年、アルバム『SONG COMPOSITE』収録）
- 中森明菜（カバーアルバム『フォーク・ソング2 〜歌姫哀翔歌』収録）
- 都はるみ（2008年、オムニバスアルバム『エンカのチカラ -SONG IS LIFE 70's-』収録）